# 卡缅诺-韦尔霍夫卡农村居民点
卡缅诺-韦尔霍夫卡农村居民点（俄语：Каменно-Верховское сельское поселение）是俄罗斯联邦沃罗涅日州卡希尔斯科耶区所属的一个农村居民点。其下辖有1个居民点，行政中心为卡缅诺-韦尔霍夫卡。据2016年统计，该农村居民点的人口为430人。